# Glomerella miyabeana
Glomerella miyabeana är en svampart som först beskrevs av Fukushi, och fick sitt nu gällande namn av Arx 1957. Glomerella miyabeana ingår i släktet Glomerella och familjen Glomerellaceae.   Inga underarter finns listade i Catalogue of Life.